# Damir Polančec
Damir Polančec, (Koprivnica, 25. lipnja 1967.), hrvatski političar, bivši potpredsjednik Vlade Republike Hrvatske i ministar gospodarstva, rada i poduzetništva u vladama premijera Sanadera i premijerke Kosor.
Rodom je iz sela Đelekovec kraj Koprivnice, gdje je živio najveći dio svoga života. Diplomirao je 1992. na Agronomskom fakultetu Sveučilišta u Zagrebu, smjer agroekonomija.
Nakon studija, u kolovozu 1992., zapošljava se u zagrebačkom poduzeću Dukat, gdje radi kao tehnolog u proizvodnji topivih sireva. Iste godine prelazi u Podravku, gdje je prve dvije godine radio u FC Nabava - uvoz na radnom mjestu referenta zaduženog za nabavu voća i povrća. Potom je imenovan komercijalnim, a nakon tri godine višim komercijalnim referentom zaduženim za nabavu sušenog povrća, ponajprije iz tranzicijskih zemalja (Mađarska, Češka, Slovačka, Poljska, Bugarska, Makedonija). U travnju 1997. postaje član tima za restrukturiranje nabave, logistike i proizvodnje, zadužen za nabavu, a u rujnu 1997. imenovan je direktorom centralne nabave.
Od ožujka 2000. član je Uprave poduzeća Podravka, zadužen za razvoj tržišta Hrvatske i jugoistočne Europe te upravljanje materijalima. U istom sazivu Uprave u siječnju 2003. zadužen je za prodaju i razvoj tržišta. U novom sazivu Uprave imenovanom u kolovozu 2003. imenovan je članom Uprave zaduženim za razvoj internacionalnih tržišta.
Polančec je član Upravnog odbora Hrvatskog rukometnog saveza (gdje je i Koordinator za ženski rukomet). Jedno vrijeme je bio predsjednik Rukometnog kluba »Podravka Vegeta« iz Koprivnice.
Bio je predsjednik je Gradskog odbora HDZ-a Koprivnica. Sredinom veljače 2005. imenovan je za potpredsjednika Vlade RH, zamijenivši Andriju Hebranga, koji je dao ostavku. Početkom 2008., u novoj Vladi premijera Sanadera, imenovan je potpredsjednikom Vlade i ministrom gospodarstva, rada i poduzetništva. Tu je dužnost nastavio obnašati u vladi premijerke Jadranke Kosor.
30. listopada 2009. godine podnosi neopozivu ostavku na dužnost potpredsjednika Vlade i ministra, zbog navodne umiješanost u Podravkinu aferu Spice, kojom su menadžeri Podravke namjeravali otkupiti četvrtinu dionica koprivničke tvrtke.